# 芝利翁河

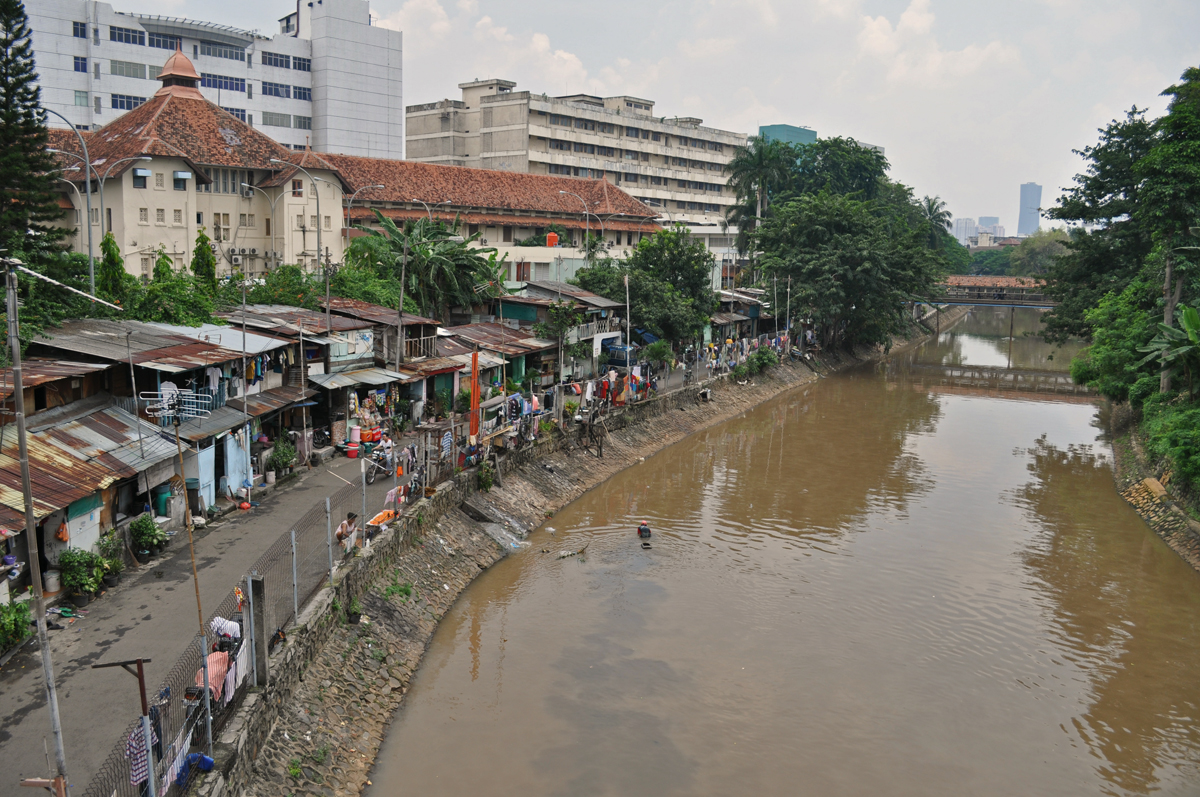
芝利翁河

芝利翁河，也譯吉利翁河，是印尼的河流，發源自西爪哇省的高地，流經雅加達，最後注入雅加達灣。約公元1720年，芝利翁河河畔共有130家工廠，其中50家為糖廠。糖廠工人經常把甘蔗渣滓倒入河中，令河道阻塞。

## 外部連結
- http://www.wcities.com/en/record/,107683/190/record.html （页面存档备份，存于）